# Christmas Island (Tasmanien)
Christmas Island ist eine unbewohnte, 63,49 Hektar große Insel im Südosten Australiens, die zum Bundesstaat Tasmanien gehört. Sie ist Teil der New-Year-Island-Gruppe. Weiter nördlich liegt, getrennt durch eine etwa 600 Meter breite Meerespassage, das etwas größere, gleichfalls unbewohnte, für die Inselgruppe namensgebende Eiland New Year Island; die nächstgelegene bewohnte Insel ist in östlicher bis südlicher Richtung King Island in einer Entfernung von etwa vier Kilometern.
Gegen Ende des 18. und zu Beginn des 19. Jahrhunderts wurden auch auf Christmas Island Robben gejagt und die daraus gewonnenen Produkte vor New Year Island verladen; heute ist die Insel ein Schutzgebiet in Form eines Nature Reserves, insbesondere für Vögel.

## Lage
Die Insel liegt nordwestlich vor King Island und damit nordnordwestlich vor der Nordwestspitze Tasmaniens, etwa auf halbem Weg zwischen Cape Grim auf Tasmanien und Cape Otway in Victoria. Die großräumige Einordnung entspricht derjenigen der größeren Nachbarinsel New Year Island.
Auch diese Insel ist von mehreren über- und unterseeischen Felsen umgeben und relativ flach; ihre höchste Erhebung liegt zwei Meter über dem Meeresspiegel. Zwischen Christmas und King Island liegt der südwestliche Teil der Meerespassage King George Strait, auch als King George Passage bezeichnet, mit vergleichsweise tiefem Wasser; weiter nordöstlich befindet sich vor New Year Island der Ankerplatz Franklin Road, der vor allem im 19. Jahrhundert zum Übersetzen nach New Year, King und Christmas Island per Boot genutzt wurde. Die Verwaltung von Christmas Island erfolgt nicht über die kommunale Gebietskörperschaft King Island Municipality, sondern unmittelbar durch den Tasmania Parks and Wildlife Service (PWS) als Teil des tasmanischen Department of Primary Industries, Parks, Water and Environment (DPIPWE).

## Ältere, alternative Bezeichnung
Im 19. Jahrhundert trug Christmas Island in einzelnen Quellen den abweichenden Namen South New Year(’s) Island in Abgrenzung zur Nachbarinsel, die entsprechend als North New Year(’s) Island bezeichnet wurde.

## Geschichte
Wann genau und von wem Christmas Island entdeckt wurde, ist nicht völlig geklärt. Anhaltspunkte bestehen, dass auch diese Insel bereits in den 1790er-Jahren von Pelzjägern zur Jagd auf Pelzrobben, Seebären und See-Elefanten aufgesucht wurde. Die örtlichen Bestände wurden in den folgenden Jahrzehnten stark dezimiert bis hin zum Ausrotten einzelner Arten. Hinweise für einen längerfristigen Aufenthalt von Menschen auf Christmas Island bestehen, anders als für New Year Island, nicht. Im Jahr 1987 suchte der Wildtierbiologe Nigel Brothers vom tasmanischen Parks and Wildlife Service mit einem Team zunächst Christmas Island und sodann New Year Island auf, um sie zu kartieren und Daten zur Fauna und Flora zu erfassen. Die Daten flossen entscheidend in die spätere Unterschutzstellung von Christmas Island ein.

## Fauna und Flora
Ungeachtet seiner vergleichsweise geringen Größe ist das unbewohnte Christmas Island ein wichtiger Brut-, Aufzuchts- und Rastplatz für verschiedene Arten von Seevögeln, darunter auch diverse Zugvögel. In den ufernahen Dünenzonen nisten beispielsweise Thinornis rubricollis rubricollis, Watvögel aus der Familie der Regenpfeifer. Eine Besonderheit der Insel ist das Vorkommen von Tigerottern, Giftschlangen, die auch auf der deutlich größeren Insel King Island verbreitet sind. Im Übrigen ähnelt die dortige Tier- und Pflanzenwelt derjenigen der mehr als 120 weiteren Inseln der Bass-Straße von ähnlicher Größe.

## Christmas Island Nature Reserve

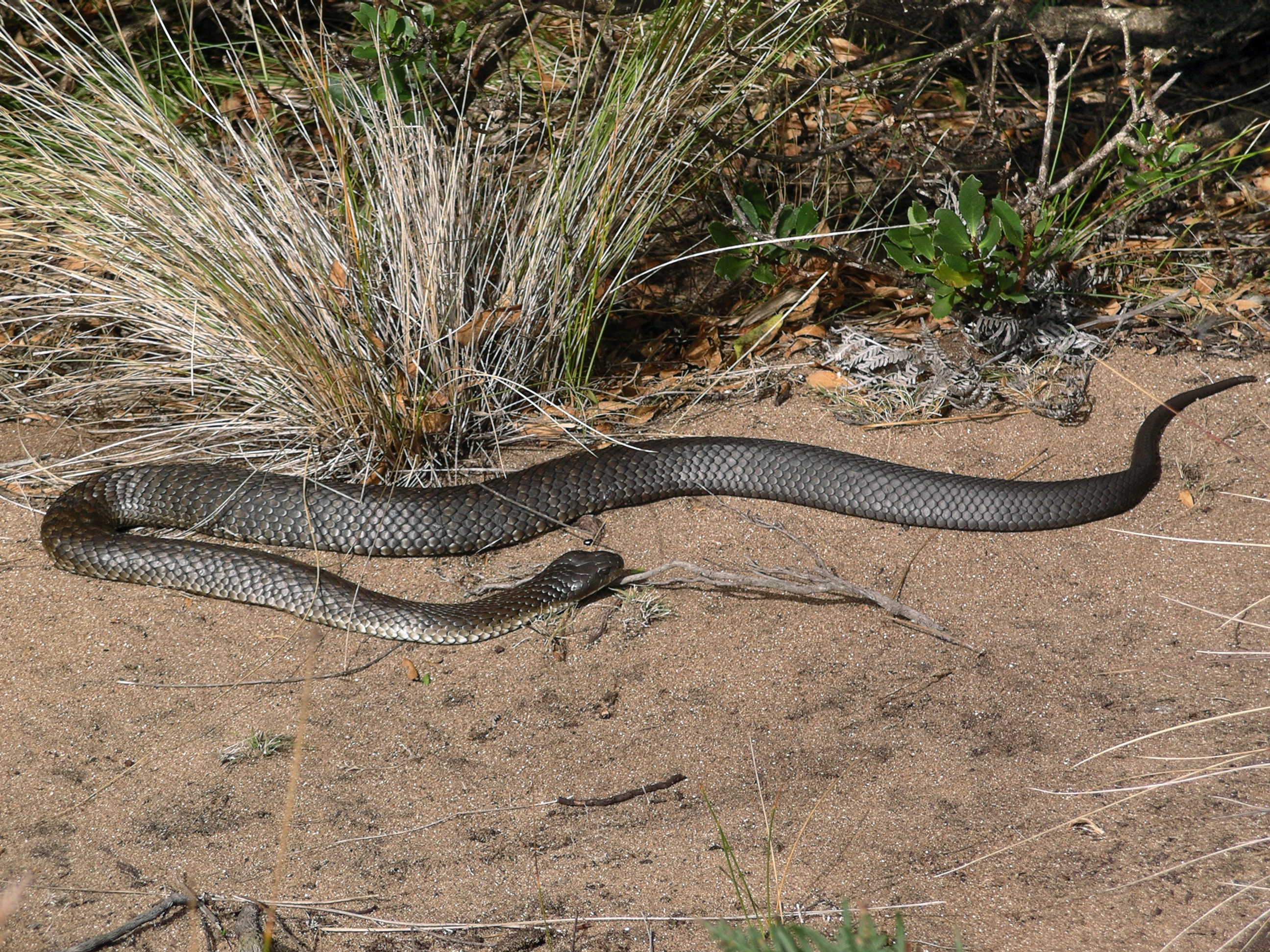
Eine Tigerotter, eine Giftschlange, wie sie auf Christmas Island unter besonderem Schutz steht

Seit dem 29. Januar 1992 steht Christmas Island in Gänze unter staatlichem Schutz; hingegen wurde die Nachbarinsel New Year Island schon im Juni 1957 unter Schutz gestellt. Es besteht ein General Management Plan mit regelmäßigen Reserve Reports. Das Gebiet um Christmas Island ist nach Kategorie Ia des IUCN Protected Areas Categories System der International Union for Conservation of Nature and Natural Resources (IUCN) als Strenges Naturreservat eingestuft; dabei handelt es sich um ein „Schutzgebiet, das hauptsächlich für Zwecke der Forschung verwaltet wird“, mithin einen hohen Schutzstatus besitzt. Zusammen mit dem umgebenden Küstensaum umfasst das Nature Reserve von Christmas Island eine Fläche von 94,52 Hektar. Es ist eines von 86 Schutzzonen dieser Art in Tasmanien, die überwiegend der Kategorie Ia, zum Teil aber auch den Kategorien IV und V zugeordnet sind. Bestimmungsgemäß dient das Nature Reserve von Christmas Island zum einen dem gezielten Schutz von Seevögeln, zum anderen demjenigen der dort heimischen Tigerotter; es ist damit die einzige tasmanische Schutzzone, die explizit zum Schutz von Schlangen bestimmt ist.